# Friedrich Wilhelm Wagner (Philologe)
Friedrich Wilhelm Wagner (* 16. August 1814 in Schlawa, Kreis Glogau; † 10. Juni 1857 in Breslau) war ein deutscher klassischer Philologe, der als Privatdozent (1838–1845) und außerordentlicher Professor (1845–1857) an der Universität Breslau wirkte.

## Leben
Friedrich Wilhelm Wagner stammte aus Schlawa (heute Sława) im Kreis Glogau und zog später mit seinen Eltern nach Breslau, wo er ab 1824 das Maria-Magdalenen-Gymnasium besuchte. Nach der Reifeprüfung studierte er ab Ostern 1838 Klassische Philologie an der Universität Breslau. Seine akademischen Lehrer waren Karl Ernst Christoph Schneider und Friedrich Ritschl, deren philologischem Seminar Wagner zwei Jahre lang angehörte. Im Sommer 1837 wurde er mit einer Dissertation über Die Frösche (eine Komödie des Aristophanes) promoviert. Am 6. August desselben Jahres bestand er die Lehramtsprüfung. Von September 1837 bis September 1838 absolvierte er sein Probejahr am Maria-Magdalenen-Gymnasium und arbeitete anschließend ein halbes Jahr am Elisabeth-Gymnasium. Da sein Interesse überwiegend der Forschung galt, strebte er eine akademische Karriere an und habilitierte sich im Dezember 1838 an der Universität Breslau. In seiner Habilitationsschrift beschäftigte er sich mit der damals ungelösten Frage, ob die zahlreichen Elegien in der Anthologia Palatina unter dem Namen Euenos einem einzelnen Dichter oder mehreren zuzuschreiben seien. Wagner vertrat die Ansicht, dass es mehrere Dichter dieses Namens gegeben haben muss.
Als Privatdozent an der Universität Breslau hielt Wagner hauptsächlich Vorlesungen über griechische Literatur, über Epigraphik, lateinische Stilübungen und Propädeutik. Für seine Studenten verfasste er den Grundriss der classischen Bibliographie (Breslau 1840), der damals ein unentbehrliches Hilfsmittel darstellte. 1845 wurde Wagner zum außerordentlichen Professor ernannt. Seine lateinische Antrittsvorlesung hielt er über den tragischen Dichter Moschion und dessen Fragmente. Dieses Thema stellte einen Ausschnitt aus seinem Lebenswerk dar, einer Zusammenstellung aller Fragmente der griechischen Tragiker samt einer Rekonstruktion der Stücke. Seine Poetarum tragicorum graecorum fragmenta (drei Bände, Breslau 1844–1852) waren die erste Sammlung dieser Art und standen neben den Fragmenta Comicorum Graecorum, die der Berliner Philologe August Meineke herausgab (Berlin 1839–1857). Zuerst erschien der zweite Band mit den Fragmenten des Euripides (1844), der dritte Band mit den kleineren Tragikern 1848 und der erste Band mit den Aischylos- und Sophokles-Fragmenten 1852. Eine zusammenfassende Geschichte der attischen Tragödie, mit der die Reihe abschließen sollte, kam nicht mehr zustande.
In den folgenden Jahren beschäftigte sich Wagner hauptsächlich mit den platonischen Dialogen. Im Auftrag des Leipziger Verlegers Wilhelm Engelmann verfasste er zweisprachige Textausgaben (mit erklärenden und textkritischen Anmerkungen) fast aller Dialoge, darunter Timaios, Kritias, Parmenides, Nomoi, Epinomis, Theaitetos, Sophistes, Politikos und Philebos. Die Vorrede des letzten Bandes aus dieser Reihe unterzeichnete Wagner am 15. Mai 1857. Wenige Wochen später, am 10. Juni, starb er nach längerer Krankheit an einer Lungenembolie.
Wagners Werk geriet bald nach seinem Tod in Vergessenheit. Sein größtes Unternehmen, die Fragmentsammlung der griechischen Tragiker, wurde noch zu seinen Lebzeiten (1856) von der großangelegten Sammlung Tragicorum Graecorum Fragmenta von August Nauck ersetzt. Die Sammlung Naucks zeichnete sich durch größere Genauigkeit aus und wurde erst gegen Ende des 20. Jahrhunderts ersetzt.